# 4 Dywizja Alpejska „Monterosa”
4 Dywizja Alpejska „Monterosa” (wł. 4 Divisione Alpina „Monterosa”, niem. 4 Gebirgs-Division „Monterosa”) – związek taktyczny Sił Zbrojnych RSI pod koniec II wojny światowej.

## Historia
Po kapitulacji Włoch 8 września, a następnie powstaniu Włoskiej Republiki Socjalnej 15 września 1943 r., rozpoczęło się tworzenie jej sił zbrojnych. Niemcy zgodzili się na sformowanie czterech dywizji wojsk lądowych. 1 stycznia 1944 w Pawii ogłoszono powstanie 1 Dywizji Alpejskiej „Monterosa” (później zmieniono jej numerację na 4). Nazwa pochodziła od sławnego batalionu alpejskiego z okresu wojny z Grecją w latach 1940-1941. Dywizja liczyła ok. 20 tys. żołnierzy, w zdecydowanej większości ochotników. Weteranów z Królewskiej Armii Włoskiej było jedynie 16%. Byli oni uzbrojeni w broń niemiecką, w tym 1 tys. karabinów maszynowych, 50 moździerzy 80 mm, 36 dział 75 mm, 12 haubic 105 mm, 21 działek przeciwpancernych 57 mm, 36 panzerschrecków, 144 panzerfausty, 12 działek przeciwlotniczych 20 mm, 24 miotacze płomieni i 6 samochodów pancernych. Jednostka składała się z dwóch pułków alpejskich i pułku artylerii oraz pododdziałów wsparcia i służb. Dywizję natychmiast przetransportowano do Münsingen i Heuberg w Niemczech, gdzie przeszła przeszkolenie wojskowe. 16 lipca 1944 r. dywizję odwiedził Benito Mussolini, po czym została ona wysłana na front włoski do Ligurii. Początkowo miała trafić w zachodnie Alpy, ale Niemcy zmienili plan. Dywizja otrzymała zadanie obrony pozycyjnej wybrzeża liguryjskiego na odcinku od Gênes do La Spezia, a także ochronę tamtejszych linii komunikacyjnych oraz miast Parma i Piacenza przed atakami partyzantów. Włosi zostali rozmieszczeni w 3 liniach obronnych na terenach górskich wzdłuż wybrzeża. Dywizja wchodziła w skład Armii „Liguria” marszałka Rodolfo Grazianiego. Po wylądowaniu wojsk alianckich w południowej Francji w poł. sierpnia (patrz: operacja Dragoon), dywizję przeniesiono na Linię Gotów. Doprowadziło to do spadku morale bojowego Włochów. Pojawiły się dezercje, a w 2 Batalionie Uzupełnieniowym „Vestone” wybuchł nawet bunt. Dowództwo dywizji poradziło sobie jednak z tą sytuacją. Od września 1944 r. dywizja dzieliła się na dwie Grupy Bojowe: „Alpy” i „Fretter-Pico”. Grupa Bojowa „Alpy” (Bataliony „Bassano” i „Tirano” oraz Grupa Artyleryjska „Vicenza”) została wysłana w południowe Alpy nad granicę włosko-francuską, gdzie toczyła ciężkie walki górskie z Amerykanami i Francuzami, nacierającymi z południowej Francji. Silną Grupę Bojową „Fretter-Pico” (Bataliony „Intra” i „Brescia” oraz kompania z Batalionu „Aosta”, Grupy Artyleryjskie „Bergamo” i „Montova”, Dywizyjna Grupa Zwiadowcza „Cadelo”, batalion saperów, batalion łączności, 101 Kompania Przeciwpancerna, dywizyjna kompania przeciwpancerna, pododdziały zaopatrzeniowe i szpital polowy) wysłano w rejon miejscowości Garfagnana, gdzie dołączyła do niemieckiej 184 Dywizji Piechoty gen. Ottona Frettera-Pico. Obie jednostki wojskowe walczyły z oddziałami brazylijskimi i amerykańskimi. Od 26 do 30 grudnia 1944 r. wzięły udział w rejonie Sommocolonia-Monte Pania Secca w udanej operacji „Wintergewitter”, stanowiącej ostatni przejaw niemieckich działań ofensywnych na froncie włoskim. W jej rezultacie dostało się do niewoli ok. 100 żołnierzy z amerykańskiej 92 Dywizji Piechoty. Włosi i Niemcy zdobyli też duże ilości broni i wyposażenia wojskowego. W rezultacie tutejszy odcinek frontu ustabilizował się do pocz. kwietnia 1945 r. Wówczas wojska alianckie rozpoczęły ofensywę przeciwko siłom niemiecko-włoskim, przełamując front pod Bolonią. Batalion „Intra” i Grupa Artyleryjska „Bergamo”, rozmieszczone w Dolinie Serchio, były ostatnimi oddziałami wojskowymi, które po ciężkich walkach opuściły pozycje. 29 kwietnia przybyły w rejon Fornovo Taro, gdzie dotarła do nich informacja o kapitulacji sił włoskich. Jako ostatni oddział dywizji poddała się 7 maja 10 bateria artylerii górskiej, broniąca Przełęczy Piccolo San Bernardo.

## Dowódcy
- płk Umberto Manfredini (1 lutego - 23 marca 1944)
- gen. Goffredo Ricci (do 15 lipca 1944)
- gen. Mario Carloni (do 20 lutego 1945)
- płk Giorgio Milazzo (do końca kwietnia 1945)

## Skład organizacyjny
- dowództwo dywizji
- Dywizyjna Grupa Zwiadowcza „Cadelo” - d-ca ppłk Andolfato
- DVK 183 (niemiecki sztab łącznikowy)
- 1 (7) Pułk Alpejski „Monterosa” - d-ca ppłk Armando Farinacci
  - Batalion „Aosta”
  - Batalion „Bassano”
  - Batalion „Intra”
  - 101 Kompania Łowców Czołgów
- 2 (8) Pułk Alpejski „Monterosa” - d-ca płk Manfredini
  - Batalion „Brescia”
  - Batalion „Morbegno”
  - Batalion „Tirano”
  - 102 Kompania Łowców Czołgów
- 1 Alpejski Pułk Artylerii „Monterosa” - d-ca ppłk Blinda
  - 1 Alpejska Artyleryjska Grupa „Aosta”
  - 2 Alpejska Artyleryjska Grupa „Bergamo”
  - 3 Alpejska Artyleryjska Grupa „Verona” (przemianowana na „Vicenza”)
  - 4 Alpejska Artyleryjska Grupa „Mantova”
- 101 Batalion Uzupełnieniowy „Ivrea”
- 2 Batalion Uzupełnieniowy „Vestone”
- 1 Batalion Łączności
- 1 Górski Szturmowy Batalion Saperów
- 1 Batalion Transportowy
- 1 Kompania Przeciwpancerna
- 1 Kompania Zaopatrzeniowa
- 1 Kompania Medyczna
- 2 Kompania Medyczna
- 1 Kompania Weterynaryjna
- pluton żandarmerii polowej